# ريتشارد سمبسون (سياسي إسكتلندي)
ريتشارد جون سيمبسون أوب (بالإنجليزية:Richard John Simpson) الحاصل على رتبة الإمبراطورية البريطانية (من مواليد 1942 في إدنبرة) هو طبيب سياسي اسكتلندي تابع لحزب العمل وعضو في البرلمان الإسكتلندي لدائرة أوشيل بين عامي 1999-2003 ولمنطقة ميد اسكتلندا وفيف 2007-2016.

## مهتنه كطبيب
درس سيمبسون في أكاديمية بيرث، كلية ترينيتي جلينالموند، وجامعة إدنبرة.
عمل سيمبسون كطبيب عام وطبيب نفسي قبل انتخابه للبرلمان، وحصل على زمالة الكلية الملكية للأطباء النفسيين وزمالة الكلية الملكية للممارسين العامين. كان سيمبسون أيضًا عضوًا مشاركًا في الجمعية البريطانية لجراحى المسالك البولية وعضوًا في الفريق العامل المعني بسرطان البروستاتا التابع للكلية.
كان سيمبسون عضوًا مؤسسًا ورئيسًا لمستشفى ستراثكارون، ديني.
عمل سيمبسون بين عامي 2003 و 2007 في طب الإدمان، في غلاسكو ثم استشاري طب نفسي مسؤول عن فريق إدمان المخدرات في غرب لوثيان.

## البرلمان الإسكتلندي
تم انتخاب سيمبسون في عام 1999 كأول مرشح عن دائرة أوشيل. وقد تولى منصب نائب وزير العدل عندما أصبح جاك ماكونيل الوزير الأول في عام 2001. وكوزير، أطلق الدكتور سيمبسون صفحة الأنساب على شبكة الإنترنت في اسكتلندا في عام 2002.
عاد سيمبسون إلى البرلمان الإسكتلندي في عام 2007 كثالث على قائمة العمل الإقليمية لوسط اسكتلندا وفيف، حيث كان النائب المتحدث باسم لجنة الصحة في حزب العمل. وفي برلمان عام 2007، شغل سيمبسون منصب رئيس حزب العمل في لجنة الصحة والرفاهية، كما شارك في تنظيم اجتماعات المجموعات الحزبية في البرلمان الإسكتلندي المعني بإساءة استعمال المخدرات والكحول والصحة العقلية وعضو في مجموعات الحزبين والبرلمان الإسكتلندي المعني بالصرع، والغولف، وفلسطين، ومكافحة التبغ، والإعاقة البصرية. أُثيرت في عام 2007، جنبًا إلى جنب مع الشركات الصغيرة والمتوسطة المعارضة مخاوف بشأن خطط مجالس الترخيص المحلية لحظر بيع الكحول لمن هم دون ال 21 ، مشيرًا إلى أن هذا يعتبر تمييز ضد الشباب المسؤولين عن قرار شرب الكحول.
عاد سمبسون مرة أخرى إلى هوليرود في الانتخابات التي جرت في 5 أيار / مايو 2011 كمخطط إقليمي لمنطقة وسط اسكتلندا وفيف. وشملت حملات سيمبسون في عام 2011 «الحفاظ على الطاقة» (بالإنجليزية: Save Waterwatch) وإنشاء خط الكهرباء من بيولي إلى ديني ووقف تشغيل القطارات الليلية على خط سكك حديد ستيرلنغ-ألوا-كينكاردين.
حصل سيمبسون على رتبة الإمراطورية البريطانية في عام 2017 تكريم لخدماته للسياسة الاسكتلندية والحياة العامة.
تُوفي سيمبسون 26 يناير 2018.

## روابط خارجية
- Richard Simpson MSP Biography at the Scottish Parliament website
- Richard Simpson's official website
- Richard Simpson Facebook[وصلة مكسورة]